# Dixon County
Das Dixon County ist ein County im US-Bundesstaat Nebraska. Der Verwaltungssitz (County Seat) ist Ponca, das nach dem Indianervolk Ponca benannt wurde.

## Geographie
Das County liegt im äußersten Nordosten von Nebraska und grenzt im Osten und Norden an South Dakota, von dem es durch den Missouri River getrennt ist. Es hat eine Fläche von 1234 Quadratkilometern, wovon 16 Quadratkilometer Wasserfläche sind. An das Dixon County grenzen folgende Countys:
| Clay County (South Dakota) |  | Union County (South Dakota) |
| Cedar County               |  | Dakota County               |
| Wayne County               |  | Thurston County             |

## Geschichte
Das Dixon County wurde 1856 aus ehemaligen Teilen des Blackbird Countys und des Izard Countys sowie aus als frei bezeichneten Land, also ehemaligen Indianerland, gebildet. Benannt wurde es nach der Familie Dixon, den ersten weißen Siedlern in der Gegend.
Fünf Bauwerke und Stätten des Countys sind im National Register of Historic Places eingetragen (Stand 10. Februar 2018).

## Demografische Daten

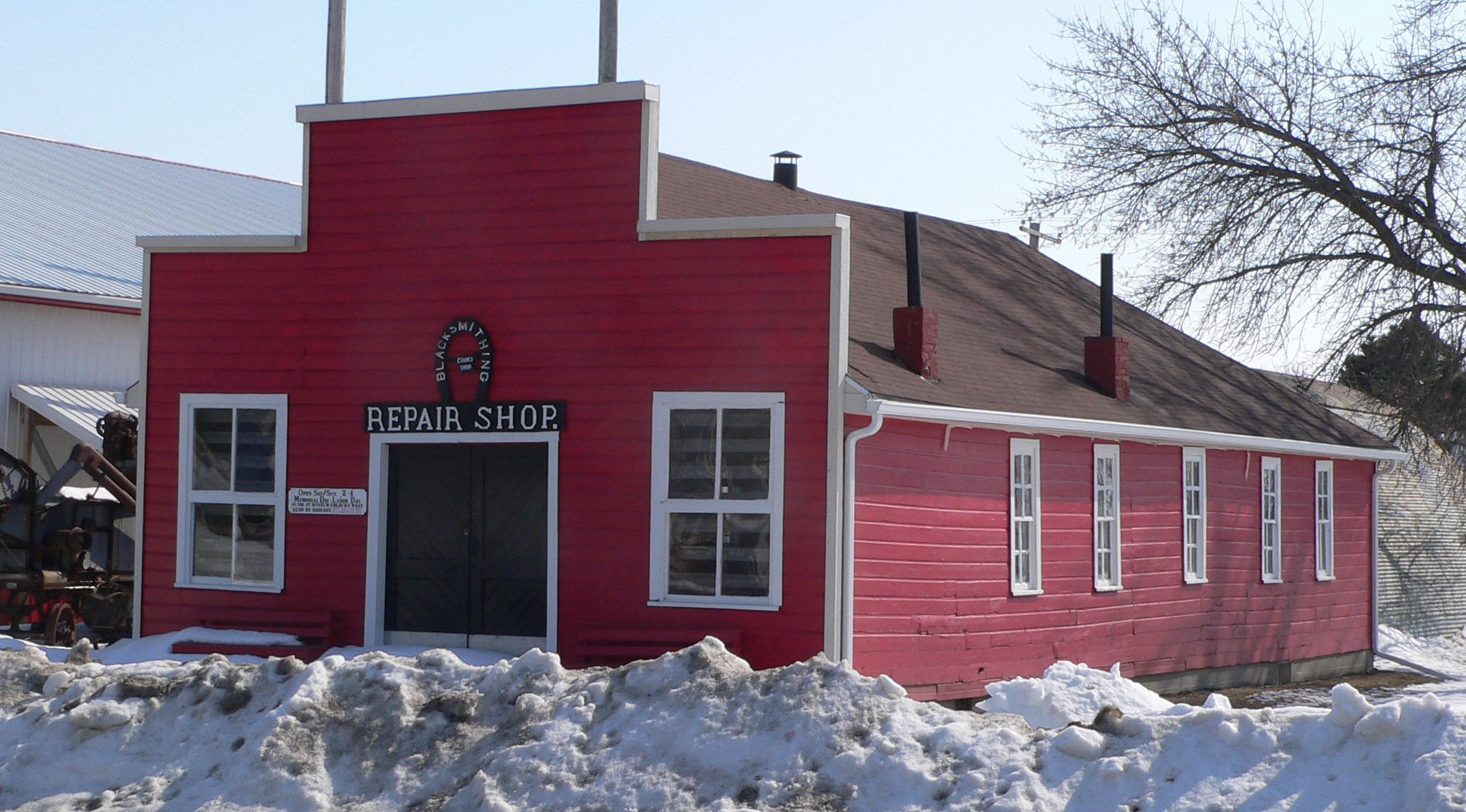
Cook Blacksmith Shop, gelistet im NRHP

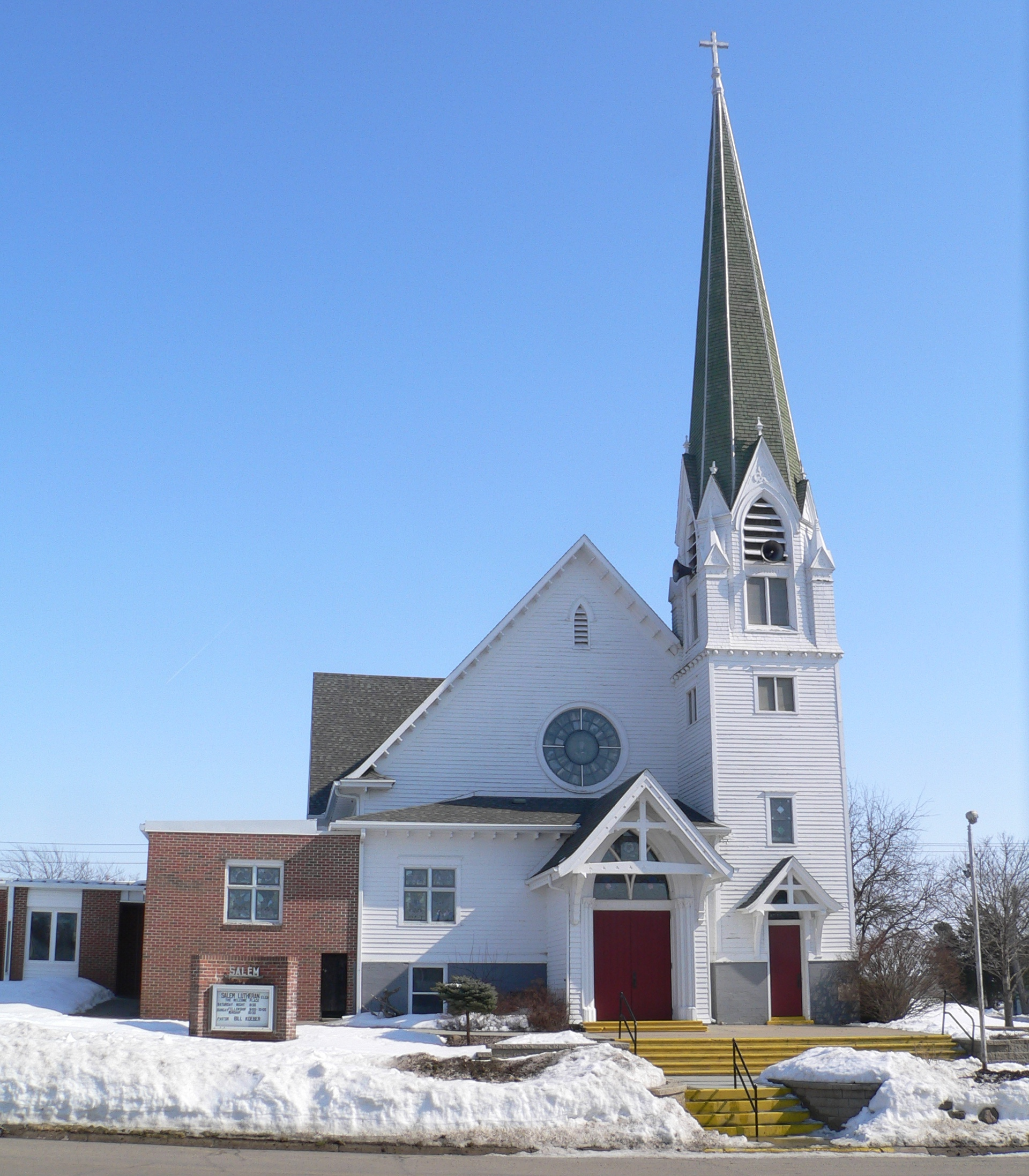
Swedish Evangelical Lutheran Salem Church, gelistet im NRHP

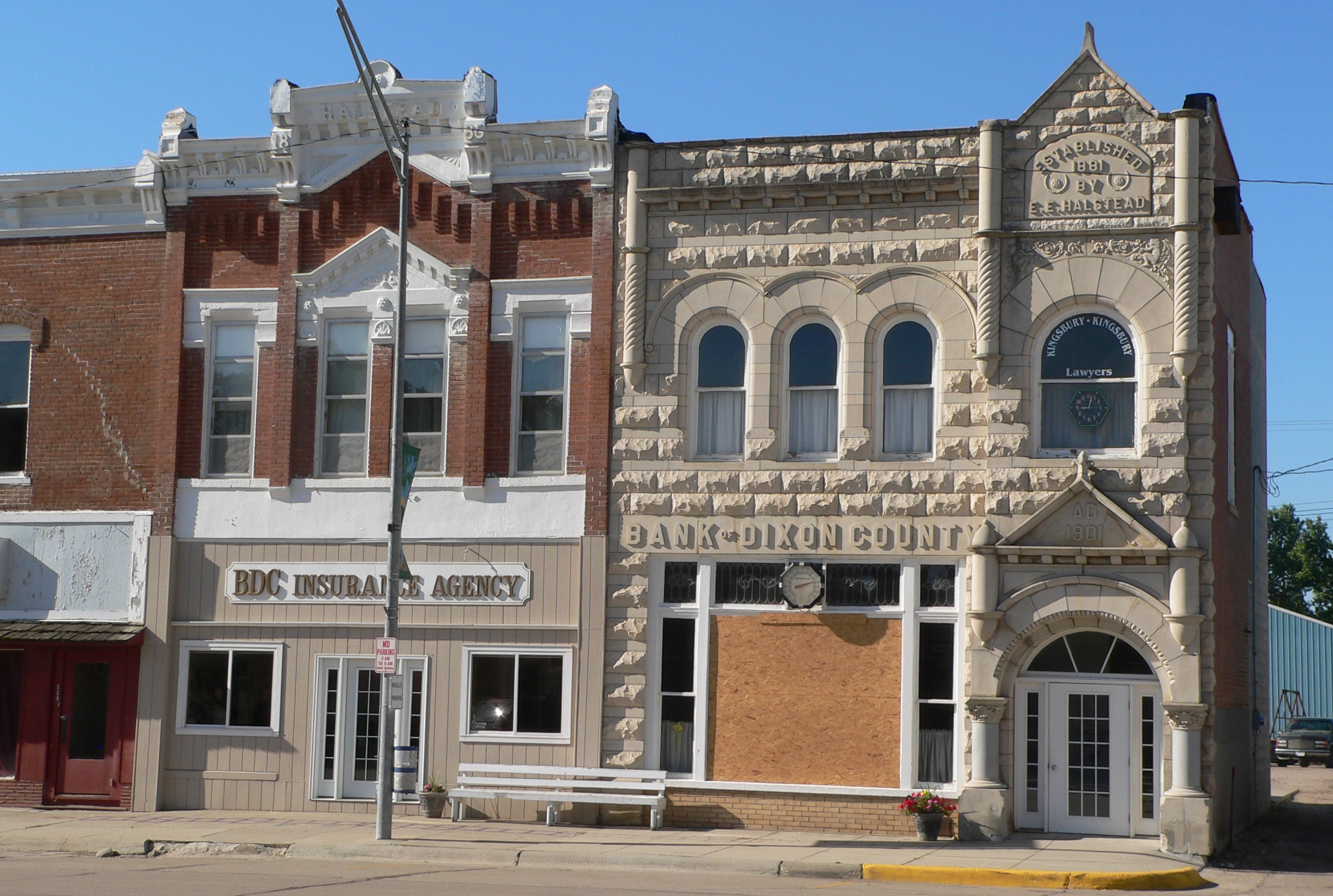
Ponca Historic District, gelistet im NRHP

Nach der Volkszählung im Jahr 2010 lebten im Dixon County 6000 Menschen in 2393 Haushalten. Die Bevölkerungsdichte betrug 4,9 Einwohner pro Quadratkilometer. In den 2393 Haushalten lebten statistisch je 2,56 Personen.
Ethnisch betrachtet setzte sich die Bevölkerung zusammen aus 92,5 Prozent Weißen, 0,3 Prozent Afroamerikanern, 0,4 Prozent amerikanischen Ureinwohnern, 0,2 Prozent Asiaten sowie aus anderen ethnischen Gruppen; 1,0 Prozent stammten von zwei oder mehr Ethnien ab. Unabhängig von der ethnischen Zugehörigkeit waren 10,4 Prozent der Bevölkerung spanischer oder lateinamerikanischer Abstammung.
25,6 Prozent der Bevölkerung waren unter 18 Jahre alt, 56,6 Prozent waren zwischen 18 und 64 und 17,8 Prozent waren 65 Jahre oder älter. 50,6 Prozent der Bevölkerung war weiblich.

Das jährliche Durchschnittseinkommen eines Haushalts lag bei 42.487 USD. Das Prokopfeinkommen betrug 19.884 USD. 10,8 Prozent der Einwohner lebten unterhalb der Armutsgrenze.

## Städte und Gemeinden
Citys
- Ponca
- Wakefield1

Villages
| - Allen - Concord - Dixon - Emerson2 | - Martinsburg - Maskell - Newcastle - Waterbury |

1 – teilweise im Wayne County

2 – teilweise im Dakota und im Thurston County

Townships
- Clark Township
- Concord Township
- Daily Township
- Emerson Township
- Galena Township
- Hooker Township
- Logan Township
- Newcastle Township
- Ottercreek Township
- Ponca Township
- Silvercreek Township
- Springbank Township
- Wakefield Township